# Осьмов Микола Михайлович
Микола Михайлович Осьмов (22 травня 1891, селище Гусь-Мальцевський Меленковського повіту Владимирської губернії, тепер місто Гусь-Хрустальний Владимирської області, Російська Федерація — 1962, місто Москва) — радянський партійний діяч, відповідальний секретар Владимирського губернського комітету РКП(б). Член ЦК КП(б)У в січні 1934 — травні 1937 р. Член Центральної контрольної комісії ВКП(б) у травні 1924 — січні 1934 р. Член Комісії партійного контролю при ЦК ВКП(б) у лютому 1934 — 15 лютого 1938 р.

## Біографія
Народився в робітничій родині шліфувальника і ткалі. У 1906 році закінчив двокласне училище у Гусь-Мальцевському.
З червня 1906 по вересень 1915 року працював робітником, склярем-малювальником кришталевих виробів на заводі кришталю Нечаєва-Мальцева у Гусь-Мальцевському.
Член РСДРП(б) з травня 1907 року.
У вересні 1915 — червні 1916 року — рядовий 164-го Закатальського полку російської армії. У червні 1916 — січні 1918 року — рядовий царської армії, робітник військового споряджувального заводу Второва у селищі Затишшя Богородського повіту Московської губернії.
У січні — квітні 1918 року — скляр-малювальник кришталевих виробів на Гусєвському заводі кришталю у Гусь-Мальцевському.
У квітні 1918 — квітні 1919 року — заступник голови, голова Гусь-Мальцевської міської ради Владимирської губернії.
У квітні 1919 — березні 1921 року — на військово-політичній роботі в Червоній армії: військовий комісар полку, інструктор політичного відділу, комісар постачання 193-го комуністичного полку 22-ї стрілецької дивізії РСЧА.
У квітні — липні 1921 року — відповідальний секретар Гусєвського районного комітету РКП(б) у Гусь-Мальцевському Владимирської губернії.
У липні — грудні 1921 року — заступник завідувача організаційного відділу Владимирського губернського комітету РКП(б).
У грудні 1921 — грудні 1924 року — відповідальний секретар Владимирського губернського комітету РКП(б).
У січні 1925 — березні 1929 року — заступник завідувача організаційного відділу Центральної Контрольної Комісії ВКП(б). У січні 1926 — грудні 1927 року — кандидат у члени Президії і кандидат у члени Партійної колегії Центральної Контрольної Комісії ВКП(б). У грудні 1927 — січні 1934 року — член Президії Центральної Контрольної Комісії ВКП(б).
У березні 1929 — квітні 1932 року — голова Нижньогородської губернської (крайової) контрольної комісії ВКП(б).
У квітні 1932 — липні 1933 року — заступник народного комісара робітничо-селянської інспекції РРФСР.
У липні 1933 — лютому 1934 року — голова Дніпропетровської обласної контрольної комісії КП(б)У, уповноважений Центральної контрольної комісії (ЦКК) ВКП(б) по Дніпропетровській області.
У лютому 1934 — березні 1936 року — керівник групи лісопаперової промисловості Комісії партійного контролю (КПК) при ЦК ВКП(б.
У березні 1936 — 19 листопада 1937 року — уповноважений Комісії партійного контролю (КПК) при ЦК ВКП(б) по Північній області РРФСР у місті Архангельську.
У березні 1938 — березні 1939 року — начальник Бюро скарг Народного комісаріату водного транспорту СРСР.
У березні 1939 — серпні 1942 року — заступник начальника, у серпні 1942 — квітні 1944 року — начальник сектора будівництва і хімічних матерілів Центрального управління матеріального постачання «Цупромпостач» Народного комісаріату річкового флоту СРСР. З серпня 1943 року — персональний пенсіонер республіканського значення.
У квітні 1944 — травні 1945 року — заступник начальника, у травні — вересні 1945 року — начальник організаційно-інструкторського відділу Головного управління робітничого постачання Народного комісаріату річкового флоту СРСР.
У вересні 1945 — вересні 1954 року — начальник інспекторсько-ревізійного відділу Міністерства річкового флоту СРСР. Одночасно, з серпня 1948 року — секретар партійної організації Головного управління робітничого постачання Міністерства річкового флоту СРСР.
У вересні 1954 — січні 1955 року — старший інженер-інспектор Міністерства річкового флоту СРСР. У січні 1955 — серпні 1956 року — старший інженер планово-економічного відділу Головного управління робітничого постачання і торгівлі Міністерства річкового флоту СРСР.
З серпня 1956 року — персональний пенсіонер у місті Москві, де й помер у травні 1962 року. Похований на Новодівочому цвинтарі Москви.

## Звання
- директор-полковник адміністративної служби річкового флоту (1948)

## Нагороди
- орден Трудового Червоного Прапора (1955)